# Скопе
Скопе, още Скопие или Скопо (на турски: Üsküp, Юскюп, на гръцки: Σκοπός, Скопос), е село и община в Източна Тракия, Турция, околия Лозенград, вилает Лозенград (Къркларели).

## География
Селото се намира в южното подножие на Странджа, на 10 километра източно от вилаетския център Лозенград (Къркларели).

## История
В 19 век Скопе е село в Бунархисарска кааза на Одринския вилает на Османската империя. Според „Етнография на вилаетите Адрианопол, Монастир и Салоника“, издадена в Константинопол в 1878 година и отразяваща статистиката на населението от 1873 Юскюп (Youskup) има 695 домакинства и 106 жители мюсюмани 1250 жители българи и 1440 жители гърци.
Според статистиката на професор Любомир Милетич в 1912 година в Скопе живеят 105 патриаршистки български семейства и 700 гръцки.
При избухването на Балканската война в 1912 година 12 души от Скопо са доброволци в Македоно-одринското опълчение.
Българското население се изселва в 1913 година. Гръцкото населението на Скопе се изселва след Гръцко-турската война в 1922 година. Част от жителите му се заселват в сярското село Кешишлък, Гърция, прекръстено на Неос Скопос.

## Личности
Родени в Скопе
- Колю Атанасов, македоно-одрински опълченец, нестроева и 1 рота на 8 костурска дружина, убит боя при Радкова скала[6]
- Апостол Параскевов, македоно-одрински опълченец, 1 рота на лозенградската партизанска дружина, носител на бронзов медал „За заслуга“ с корона[7]
- Георгиос Роис (1910 – 1994), гръцки поет
- Константин Апостолу (1862 – 1912), гръцки духовник
- Константинос Талядурис (1893 – 1978), гръцки политик
- Коста Христов, македоно-одрински опълченец, 8 костурска дружина, носител на орден „За храброст“ IV степен[8]
- Николаос Константопулос (1884 – 1975), гръцки политик
- Янко Стоянов Ускюплията (1873 - ?), деец на ВМОРО,[9] четник на Лазар Маджаров, участник в Илинденско-Преображенското въстание в 1903 година с четата на Георги Тенев[10]